# Mangrove-schreeuwuil
De mangrove-schreeuwuil (Megascops cooperi) is een vogel uit de familie Strigidae (uilen). Deze vogel is genoemd naar de Amerikaanse ornitholoog James Graham Cooper (1830-1902).

## Verspreiding en leefgebied
Deze soort komt voor van zuidelijk Mexico tot noordwestelijk Costa Rica en telt twee ondersoorten:
- M. c. lambi: centraal Oaxaca (zuidwestelijk Mexico).
- M. c. cooperi: zuidwestelijk Oaxaca tot Costa Rica.

## Status
De grootte van de populatie is in 2019 geschat op 50-500 duizend volwassen vogels. Op de Rode lijst van de IUCN heeft deze soort de status niet bedreigd.